# Опсада Монтсегура
Опсада Монтсегура је била деветомесечна опсада замка Монтсегур у поседу катара коју је извршила француска краљевска војска почевши од маја 1243. Након што се замак предао, око 210 катарских перфеката и непоколебаних верника је спаљено на ломачи 16. марта 1244.

## Позадина
Иако је Катарски крсташки рат био окончан Париским миром 1229, локални отпор се наставио. Катарска црква је још увек могла да делује и да се супротставља терору инквизиције која је прожимала Лангдок. Катарски бискуп Гилабер де Кастр је 1232. затражио од Ремона од Перија дозволу да Монтсегур начини седиштем Катарске цркве.
Као уточиште за катаре Монтсегур је стекао симболични и стратешки значај у пружању отпора Католичкој цркви и француској војсци у наредним годинама.
Ремон VII Тулуски је 1241. лажно покушао да заузме Монтсегур, првенствено да би уверио краља Луја IX и Католичку црвку у своју оданост. У то време у Монтсегуру је живело око 500 особа.
У контексту окситанског отпора и могуће везано за Ремоново покушаје да се ослободи стега Париског мира, двојица представника инквизиције, Вилијам Арно и Стефан де Сен Тибери, као и њихова пратња, убијени су од стране око 50 особа из Монтесегура и игзнаника у Авињонету 28. маја 1242. Овај догађај је довео до одлуке да се пошаље краљевска војска да се елиминише ово катарско утичиште.

## Опсада
У мају 1243. сенешал Иго де Арс је повео краљеву војску од око 10.000 војника против замкакоји је бранило око 100 војника и који је био дом катарски перфектперфеката (који као пацифисти нису учествовали у борви) и избеглицама. Многе ид избеглица били су катарски верници који су живели у колибама и пећинама на планини изван тврђаве. Почетна стратегија је била да се опседну замак у очекивању да ће нестати воде и хране, што се раније показало као успешна стратегија за крсташе. Међутим, бранитељи су били добро снабдевени и успевали су да држе отвореним линије снабдевања, пошто си је подржавало много локалног становништва, а чак су им пристигла појачања. Зато је на крају одлучено да се замак нападне директно, што је био тежак задатак због његовог заштићеног положаја високо на масивној кречњачкој стени. Након бројних неуспеха, баскијски плаћеници су успели да заузму положај на источној страни брда насупрот депресије, што им је омогућило изградњу катапулта за бацање стена. Ово је приморало избеглице који су живеле изван зидина замка да се повуку унутра, што је отежало животне услове. Наводно захваљујући издаји, отркивен је пролаз који је ппружао приступ барбакану који је освојен у марту 1244. Катапулт је сада померен ближе и услови за живот унутар замка су се погоршали услед даноноћног бомбардовања. Када је пропао покушај бранилаца да истерају нападаче из барбакана, браниоци су дали сигнал да су одлучили да преговарају о предаји.

## Предаја
Услови предаје су брзо одлучени: свим људима у замку је дозвољено да оду, осим онима који неће да се одрекну своје катарске вере, углавном перфектима. Проглашено је двонедељно примирје. Последње де недеље су проведене у молитвама и у посту. Један број бранилаца је одлучио да се придружи броју од око 190 перфеката и примили свој консоламентум, што је увећало укупан број катарских верника чија је судбина била да буду спаљени на између 210 и 215. Група је 16. марта, предвођена бискупом Бетраном Мартијем напустила замак и отишла на место где је примљено дрво за ломачу. Нису били потребни колци, већ су катари добровољно ускакали у ватру.
Остатку бранилаца, укључујући и онима који су учествовали у убиству инквизитора, било је дозвољено да иду, међу њима и Ремону де Переију, који ће касније, као и други, бити подвргнут, инквизицији. Тврди се да је три или четири перфеката преживело опсаду; они су напустили замак кроз тајни пролаз да би узели благо које су катари закопали у оближњој шуми неколико недеља пре предаје. Благо није садржало само материјалне вредности, већ и документе и можда реликвије. Ништа о његовом садашњем месту боравка није познато.

## Последице
Катарство је наставило да делује у Лангдоку још много деценија, али је изгубило своју организацију, и под притиском инквизиције, следбеници који нису заробљени су се преселили у друга места, попут Шпаније и Италије где су услови били мање угњетавајући.
Замак Монтсегур је срушен. Данашње руине су остаци француске пограничне тврђаве из каснијег периода.
На подножју планине на Пољу спаљених модерна стела обележава смрт жртава. На њој је написано "Als catars, als martirs del pur amor crestian. 16 de març 1244" (Окситански језик "Катари, мученици чисте хришћанске љубави. 16. март 1244.").